# Астатотиляпии
Астатотиляпии (лат. Astatotilapia) — род лучепёрых рыб семейства цихловых. Обитают в Африке.

## Описание
Самки инкубируют икру во рту. Время инкубации зависит от температуры воды и может изменяться от 15 до 24 дней. Размер взрослых рыб 10-16 см.

## Наиболее известные виды
- Астатотиляпия Бертона, Хаплохромис Буртони (лат. Astatotilapia burtoni). Ареал: озеро Киву, реки и озера к северу от озера Танганьика и к западу от озера Виктория. Размеры взрослых самцов 10-15 см, самки на треть меньше. Самый известный и популярный вид из Африканских цихлид, известен аквариумистам очень давно. Ближайшие родственники: в зоне озера Танганьика — Astatoreochromis straeleni и Astatoreochromis vanderhorsti, в озере Виктория — Astatoreochromis Alluadi.
- Астатотиляпия Каллиптера (лат. Astatotilapia calliptera). Встречается в озере Виктория и в других озёрах и реках (Малави, Кагера, Мара и т. д.). Каллиптера из Виктории несколько имеет больше зеленых тонов и больший размер (до 16 см). В озере Малави у острова Чисумулу встречаются самцы Каллиптер синего оттенка.
- Астатотиляпия Латифасциата, Хаплохромис обликвиденс, Хаплохромис Зебра (лат. Astatotilapia latifasciata). Длина до 12 см.
- Астатотиляпия SP44, CH44, Thick Skin (лат. Astatotilapia sp44). Длина до 14 см, в аквариуме: 8 см — самки, 12 см — самцы. Чувствительны к содержанию нитратов и нитритов в воде. Рыбы вариации Thick Skin вырастают до 20 см и более.
- Astatotilapia flaviijosephi